# Adolph Zukor

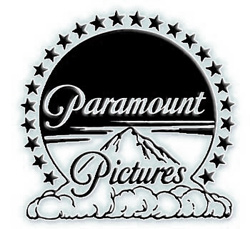
Paramount logo (1914)

Adolph Zukor (rozený Adolph Cukor, 7. ledna 1873 – 10. června 1976) byl filmový magnát a zakladatel Paramount Studios.

## Život
Narodil se v Maďarsku do židovské rodiny a v roce 1889 emigroval v 16 letech do Spojených států. Jako ostatní emigranti začal svoji kariéru skromně, pracoval v čalounickém obchodu svých příbuzných v New York City. Od čalounictví přešel ke kožešinám. Chicagská světová výstava Columbian Exposition ho v roce 1893 ovlivnila tak, že odešel na Středozápad, kde se jeho kožešinový závod Zukor's Novelty Fur Company rozrostl na 25 lidí.
Do filmového průmyslu se dostal v roce 1903 přes svého bratrance Maxe Goldsteina, který ho požádal o půjčku za účelem rozšiřování sítě kin. Zukor nejen peníze poskytl, ale podnítil navíc vznik společnosti zahrnující také Marcuse Loewa, která založila další kino.
Kořeny Paramount Pictures sahají do roku 1912, kdy Zuckor založil Famous Players Film Company. Z ní se stala Famous Players-Lasky, ve které byl dalším producentem Jesse L. Lasky, a později Paramount Pictures. Poté co Lasky v roce 1958 zemřel, odešel v roce 1959 Zukor do důchodu, ale zůstal ve vedení jako emeritní předseda až do své smrti ve 103 letech v roce 1976.